# Pieter van Dokkum
Pieter Gerardus van Dokkum (1972) is een Nederlandse sterrenkundige. Hij is hoogleraar Astronomy and Physics aan de Yale-universiteit, in de Verenigde Staten. Hij is onder andere bekend van de Dragonfly-telescoop, een verzameling van inmiddels 48 fotocamera's die samen een grote telescoop vormen.

## Opleiding en carrière
Van Dokkum behaalde in 1994 zijn mastersdiploma aan de Rijksuniversiteit Groningen. In 1999 promoveerde hij cum laude, ook in Groningen bij Marijn Franx en G. D. Illingworth op een proefschrift met de titel Formation and evolution of early-type galaxies. Van 1999 tot 2002 was hij postdoc aan het California Institute of Technology. In 2003 kwam hij in dienst van de Yale-universiteit. Eerst als assistent professor, toen als associate professor en sinds 2007 als full professor.

## Onderzoek
Het onderzoek van Van Dokkum gaat van relatief dichtbij (sterren en populaties van sterren) tot de verste sterrenstelsels. Hij is samen met Roberto Abraham de bedenker van de Dragonfly Telephoto Array. Deze telescoop bestaat uit 48 fotocamera's verdeeld over twee groepen. Ze zien er van een afstandje uit als de facetogen van een vlieg. Samen vormen ze één grote telescoop. Anders dan bij andere grote telescopen zijn de losse camera's commercieel verkrijgbaar. Met Dragonfly bestudeerde Van Dokkum onder andere de halo rond Melkwegachtige sterrenstelsels. Verder maakt Van Dokkum onder andere gebruik van de Ruimtetelescoop Hubble. Daarmee brengt hij de processen in beeld waardoor sterrenstelsels in het verre heelal worden gevormd. Ook heeft hij met collega's een manier bedacht om de Ruimtetelescoop Hubble zonder volgster te gebruiken. Daardoor blijft er meer tijd over voor waarnemingen. Voorts bracht Van Dokkum ultradiffuse sterrenstelsels in beeld die de heersende theorieën rond donkere materie tarten. Daarnaast bestudeerde hij de interstellaire komeet 2I/Borisov.

## Prijzen en onderscheidingen
- 2004 Pastoor Schmeitsprijs
- 2023 Jackson-Gwilt Medal
- De planetoïde (7059) Van Dokkum is naar hem vernoemd.[9]

## Hobby's
Van Dokkum fotografeert libellen (in het Engels: dragonflies). Hij publiceerde onder andere een koffietafelboek over deze insecten. CNN publiceerde een timelapsefilmpje dat Van Dokkum maakte van een libelle die vervelt.